# Орфанные препараты
Орфа́нные препара́ты (англ. orphan drugs) — фармацевтические средства, разработанные для лечения редких заболеваний, которые условно называются орфанными («сиротскими») болезнями, как правило, коммерчески нерентабельные для фармацевтической индустрии и научно-исследовательских лабораторных подразделений фармацевтических компаний, а потому разрабатываемые в последнюю очередь.
Назначение орфанного статуса заболеванию и любым лекарственным препаратам, разработанным для его лечения, является политическим вопросом во многих странах. Поддержка исследований редких болезней со стороны правительств привела к прорывам в медицине, которые не могли бы быть достигнуты в рамках ныне существующей системы финансирования фармакологических исследований.
В США и Европейском союзе облегчен вывод орфанных лекарств на рынок и существуют иные финансовые стимулы, например, более длительный период эксклюзивной продажи.

## Законы об орфанных препаратах
Закон об орфанных препаратах (англ. Orphan Drug Act, ODA), принятый в январе 1983 в США, под влиянием Национального комитета по редким заболеваниям (англ. National Organization for Rare Disorders) и других организаций призван поощрять фармацевтические компании, разрабатывающие лекарственные средства для редких заболеваний (имеющих небольшой рынок). Согласно закону, компании, занимающиеся разработкой препаратов для лечения заболевания, которым страдают менее 200 000 человек в Соединенных Штатах, могут продавать их без конкуренции в течение семи лет и могут получать стимулирующие налоговые льготы.
В Европейском союзе (ЕС) был принят аналогичный закон («Regulation(EC) No 141/2000»), в котором фармацевтические средства, разработанные для лечения редких заболеваний, упоминаются как «сиротские лекарственные средства» (англ. orphan medicinal products). Определение, которое даёт ЕС орфанным препаратам, является более широким, чем в США, поскольку в нём также рассматриваются некоторые тропические болезни, которые в первую очередь встречаются в развивающихся странах.
Статус орфанного средства предоставляет 10 лет эксклюзивных прав на территории ЕС.
Законодательством ЕС по редким заболеваниям занимается Комитет по орфанным препаратам (Committee on Orphan Medicinal Products) Европейского Медицинского Агентства (EMEA).
Законы об орфанных препаратах существуют также в Австралии, Сингапуре и Японии.
В рамках действия законов ЕС и США было разработано множество орфанных препаратов, в том числе препараты для лечения глиомы, множественной миеломы, кистозного фиброза, фенилкетонурии, интоксикации змеиными ядами, идиопатической тромбоцитопенической пурпуры, хронического миелолейкоза и многих других. В США с января 1983 года по июнь 2004 года в общей сложности 1129 различных наименований орфанных препаратов были предоставлены Управлением по разработке орфанной продукции (OOPD) и 249 орфанных препаратов получили разрешение на продажу. Для сравнения, за 10 лет до 1983 года на рынок поступило менее десяти таких продуктов.
С 1983 года по май 2010 FDA утвердила 353 орфанных препарата и предоставила орфанный статус 2116 компонентам. По состоянию на 2010 год уже созданы препараты для лечения 200 болезней из официального списка в 7 тысяч редких заболеваний.
Тем не менее некоторые критики сомневаются в том, что законы об орфанных препаратах были реальной причиной этого увеличения (утверждается, что многие из новых препаратов служили для лечения болезней, которые уже так или иначе были исследованы, и для них разрабатывались препараты вне зависимости от изменений в законодательстве) и на самом ли деле ODA стимулирует убыточное производство узко используемых лекарств. Закон также критиковался за поддержку ряда фармацевтических компаний, имеющих прибыль от препаратов, которые занимают небольшой рынок, но по-прежнему продаются по высокой цене.

## Разработка орфанных препаратов
Орфанные препараты, как правило, проходят те же этапы тестирования, что и любая другая фармацевтическая продукция: изучается их фармакокинетика и фармакодинамика, дозирование, стабильность, безопасность и эффективность. Тем не менее некоторые статистические требования снижены в попытке сохранить темпы разработки. Для орфанных препаратов правила допускают, например, что III фаза клинических исследований часто проводится менее чем на 1000 пациентов, поскольку вследствие малой распространённости заболевания требуемое количество пациентов просто невозможно набрать.
Поскольку рынок для любого препарата с такими ограниченными возможностями применения по определению не может быть большим и в значительной степени убыточен, часто необходимо государственное вмешательство, чтобы мотивировать производителя обратиться к разработке орфанных препаратов.
Вмешательство правительства с целью поддержки в разработку орфанных препаратов может осуществляться в различных формах:
- Налоговые стимулы и льготы.
- Упрощённая процедура допуска.
- Государственное субсидирование разработки.
- Увеличение срока эксклюзивности на рынке.